# 長腿叔叔 (小説)
《長腿叔叔》（英語：Daddy-Long-Legs）是美國作家珍·韋伯斯特於1912年發表的书信体小說。讲述了一个名为吉露莎的孤女所经历的故事。

## 情节梗概
少女茱莉莎‧艾伯特在约翰格里尔之家，一家古板的孤儿院中长大。在那里，孩子们完全依靠慈善救济生活，穿着其他人丢弃的衣服。吉露莎这个名字是孤儿院裡一板一眼的女管理员从墓碑上看来的，而她的姓则是从電話簿上随便选的。18岁的时候吉露莎高中毕业，却仍在她长大的孤儿院宿舍做杂事與照顧年幼的孤兒們（其他沒被領養的孤兒到16歲即可離開孤兒院），並將對孤兒院的一些埋怨以幽默的口吻寫進作文裡。
一天，在孤儿院理事的每月来访结束后，孤儿院的管理人告诉吉露莎因为她的写作天分，有一位理事愿意资助她上大学。他会负责她的学费以及每月的零用钱，而吉露莎要做的是每个月给他写一封信告诉他自己的生活状况，因为他相信写信对于写作本身是一种很好的锻炼。然而吉露莎一直都不知道他的名字，写信时收信人姓名只能写约翰‧史密斯先生，他也从不回信。（其後續便以吉露莎寫給史密斯先生的信件講述故事）
吉露莎只看到过这位资助人的背影，知道他是一名个子很高的长腿男人，因此她开玩笑似的叫他长腿叔叔（英文稱“Daddy-Long-Legs”，此詞亦是幽靈蛛及類似節肢動物的英語俗名）。她进入了一所女子大学，雖然文中並未提及該校地的地址及校名，但曾几次提及与来自普林斯顿大学的男生约会，因此可以确定的是这所女子大学位于东岸，且从文中所述的学校传统来看，很有可能是以作者的母校瓦薩學院為原型创作的。书中吉露莎常在信中附上一些笔迹童稚的图画，这些也是由作者本人所绘。
故事以吉露莎的成长经历为序，在吉露莎上大學之後，認識了同寢室的好友莎莉‧麥可布萊德與同學茱莉亞‧路特利奇‧平德爾頓。她进入大学的第一件事就是把名字改成茱蒂；她制定了严格的阅读计划，努力去获得那些在她成长的孤儿院中从未接触过，但对于他人却只是基础的文化常识，後來更有了不少對知識、社會與信仰上的獨立思考，有時也會不滿長腿叔叔的某些安排。
在大学中，她认识了茱莉亞的叔叔——年長14歲的傑維斯‧平德爾頓，他们很快熟悉起来，并互相有了爱慕之情。然而因为她的羞怯以及对自身低贱背景的自卑，虽然她爱傑維斯，但还是拒绝了他的求婚；而傑維斯似乎因此認為茱蒂其實喜歡的是莎莉的哥哥吉米，不久後陷入重病。在伤心与消沉中她将这些告诉了长腿叔叔，希望能从他那里得到一些建议。书的最后，长腿叔叔的真实身份被揭开了——原来长腿叔叔就是傑維斯‧平德爾頓。在茱蒂接受了傑維斯的二次求婚後，他很快地康復了，兩人結為連理。

## 题词
本书的题词是“献给你”（To you）。如今这部小说经常被划分到少年文学甚至儿童文学领域，但是在其出版的年代，它是属于面向少女或女大學生的读物，这类小说经常以年轻的孤女为主角，讲述其高中毕业之后对于前途，是继续学业、工作还是结婚的彷徨。这类小说也超前的反映了与当代类似的青春期观点。

## 主题
小说的主题反映了作者自己对于社会工作以及妇女选举权问题的兴趣。学者认为小说中的茱蒂不断的变得更为独立，表现在她对长腿叔叔，她的资助人的权威及意愿越来越多的反抗，并且成功的让长腿叔叔明白了他不可能控制她，而他的社会主义也需要从理想主义转向现实世界。

## 當代評價
作家Janice Alberghene批評《長腿叔叔》的家父長式主題，指出本書所以被認定為「經典」是因為圍繞一個提供「糖果」或「禮物」的父親形象。另一方面，當茱蒂（吉露莎），一個剛開始摸索世界的孤兒，接觸到傑維斯叔叔（還沒揭露自己的真實身分是長腿叔叔）時，僅因為他的財富而被吸引，並因此留在他身邊。Alberghene認為，茱蒂的脆弱性使得她受到富人所吸引，而這是相當有問題的。她認為這個訊息對於當代社會有害，特別是對於本書的目標觀眾—年輕女性，本書隱含理想的男性應有財富，且人際關係是交易性的。

## 衍生作品
《长腿叔叔》是韋伯斯特最有名的作品。它曾被改编为一部舞台剧以及一部1952年名为Love From Judy的英国幽默舞台剧。而由此部小说改编的电影包括1919年由瑪麗·畢克馥主演的版本，1931年由Janet Gaynor 与Warner Baxter主演的版本，1935年由秀蘭·鄧波兒主演名为Curly Top (film)的改编电影以及1955年由Fred Astaire与萊斯利·卡儂主演的同名电影。1935年及1955年的电影版皆与原著情节有着较大的偏离。在日本，长腿叔叔于1979年被改编为音乐卡通电视动画。在此之后1990年同名作的电视动画《长腿叔叔》，日文標題直譯作《我的长腿大叔》，作为系列动画《世界名作剧场》中的其中一部开始放映。这部电视动画经由英文配音曾于美国作为家庭录影带发行。2005年同名韩国电影上映。
在香港，長腿叔叔被搬到舞台上，分別在2013年10月及2014年8月在上環文娛中心演出。

## 外部連結
- 维基共享资源上的相關多媒體資源：長腿叔叔
- Daddy-Long-Legs - 古腾堡计划
- LibriVox中的公有领域有声书《Daddy-Long-Legs》